# Cheiracanthium taegense
Cheiracanthium taegense là một loài nhện trong họ Miturgidae.
Loài này thuộc chi Cheiracanthium. Cheiracanthium taegense được Kap Yong Paik miêu tả năm 1990.